# 中村水月
中村水月（Nakamura Mizuki，1996年3月22日—）是日本田徑運動員，專攻短跑項目。她代表日本參加2017年夏季世界大學運動會田徑比賽女子200公尺和4×100公尺接力項目，最終獲得女子4×100公尺接力項目銅牌。

## 賽事記錄
| 年        | 賽事             | 舉辦城市         | 名次       | 項目          | 記錄      |
| 代表 日本 | 代表 日本        | 代表 日本        | 代表 日本  | 代表 日本     | 代表 日本 |
| --------- | ---------------- | ---------------- | ---------- | ------------- | --------- |
| 2013      | 世界青少年錦標賽 | 烏克蘭頓涅茨克   | 第46名 (h) | 100公尺       | 12.55     |
| 2013      | 世界青少年錦標賽 | 烏克蘭頓涅茨克   | 季軍       | 異程接力      | 2:07.61   |
| 2014      | 國際田總洲際盃   | 摩洛哥馬拉喀什   | 季軍       | 4×100公尺接力 | 45.40     |
| 2017      | 亞洲錦標賽       | 印度布巴內什瓦爾 | －         | 100公尺       | DQ        |
| 2017      | 亞洲錦標賽       | 印度布巴內什瓦爾 | 第6名      | 4×100公尺接力 | 45.40     |
| 2017      | 世界大學運動會   | 臺灣臺北市       | 第33名 (h) | 200公尺       | 25.17     |
| 2017      | 世界大學運動會   | 臺灣臺北市       | 季軍       | 4×100公尺接力 | 44.56     |

## 外部連結
- 中村水月在的頁面
- 中村水月的X（前Twitter）
- 中村水月的Instagram帳戶